# Bulletin du Comité Agricole et Industriel de la Cochinchine
Bulletin du Comité Agricole et Industriel de la Cochinchine (Tập san Ủy ban Nông nghiệp và Kỹ nghệ xứ Nam Kỳ) là tập san tiếng Pháp đầu tiên ở Việt Nam dưới thời Pháp thuộc. Đây là tập kỷ yếu chuyên đăng các công trình khảo cứu của Ủy ban Nông nghiệp và Kỹ nghệ xứ Nam Kỳ (Comité Agricole et Industriel de la Cochinchine) do Quyền Thống đốc Nam Kỳ Roze lập ra nhằm mục đích nghiên cứu kế hoạch khai thác Nam Kỳ về kinh tế. Tập san này ra được liên tục từ năm 1869 đến năm 1881, tổng cộng 21 số với nhiều bài khảo cứu công phu, có giá trị đối với việc khai thác thuộc địa, đặc biệt trong lĩnh vực khai thác gỗ, trồng bông, trồng chè, khai thác tổ yến, nghề nước mắm, trồng cây ăn quả, ngư nghiệp, v.v...